# Bulbophyllum longispicatum
Bulbophyllum longispicatum là một loài phong lan thuộc chi Bulbophyllum.